# Lady, Lady
 "Lady, Lady ", Canção da Espanha no Festival Eurovisão da Canção 1984 - 3.º lugar.
"Lady, Lady" (Senhora, Senhora) foi a canção espanhola no Festival Eurovisão da Canção 1984, interpretada em  castelhano pela banda  Bravo.  A canção tinha letra de Amaya Saizar, música de Miguel Blasco e orquestração de Eddy Guerin.
A canção é uma balada, com Amaya Saizar (a vocalista da banda) cantando sobre uma mulher de meia-idade que tinha perdido o seu último amor e que todas os dias ao entardecer sai à rua na esperança de que o seu amado regresse para ela. Saizar, diz que aquela mulher "está vivendo no seu mundo de cristal". 
A canção espanhola foi a quarta a ser interpretada na noite do evento, a seguir à canção francesa "Autant d'amoureux que d'étoiles" interpretada por Annick Thoumazeau e antes da canção norueguesa "Lenge leve livet", interpretada pela banda-duo  Dollie de Luxe. Após de terminar a votação, a canção espanhola recebeu um total de 106 pontos e alcançou um honroso terceiro lugar.
Esta canção teve um grande sucesso em Espanha, América Latina e também na Alemanha Ocidental, onde a sua versão inglesa atingiu o primeiro lugar de vendas. 